# قوانین ذرت

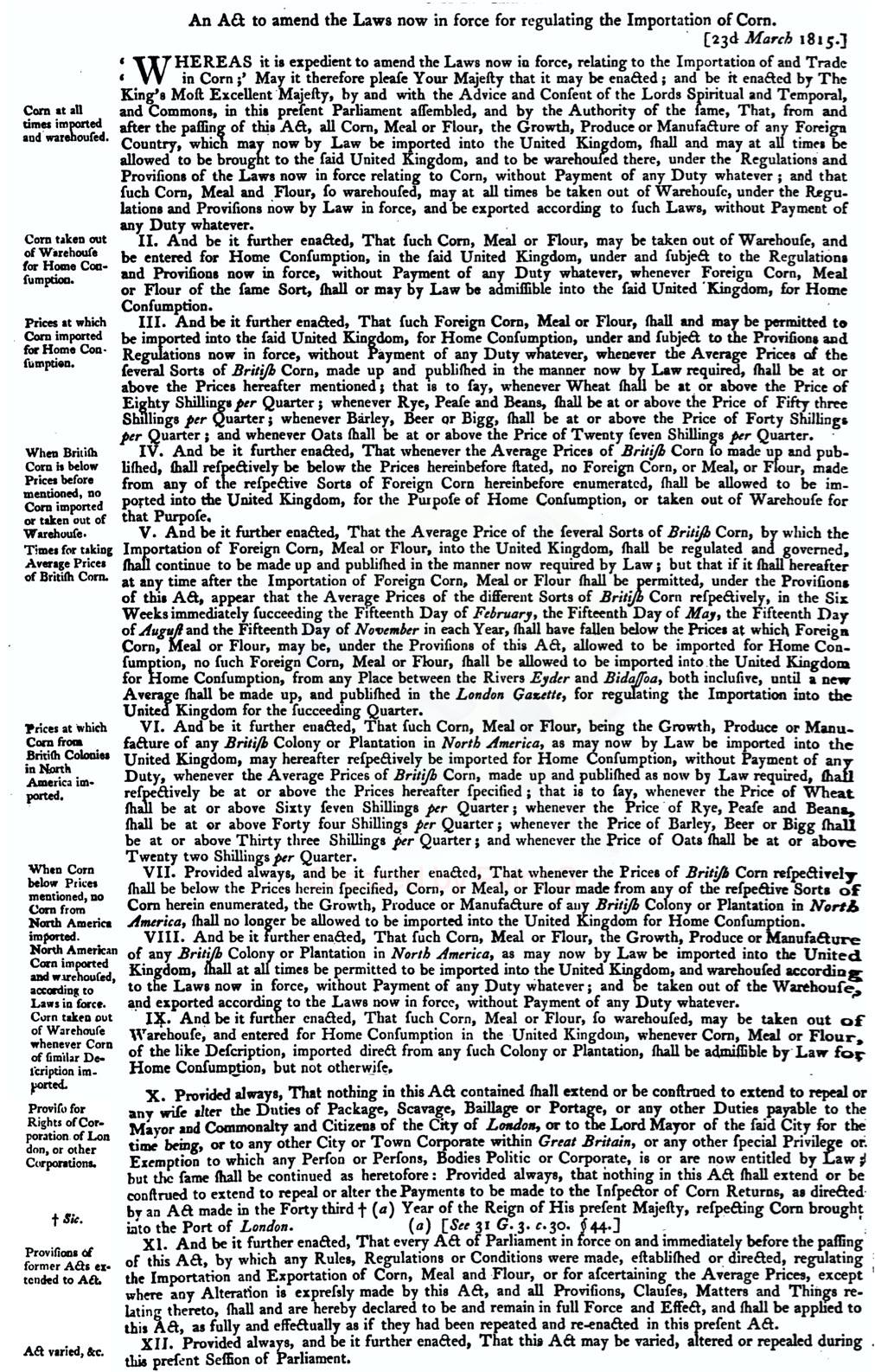
قانون ذرت در ۱۸۱۵به "بندی برای اصلاح قوانین فعلی ناظر بر واردات ذرت" نامبردار بود

قوانین ذرت (به انگلیسی: Corn Laws) به معنای تعرفه‌ها و سایر محدودیت‌های تجاری است که بین سال‌های ۱۸۱۵ و ۱۸۴۶ در انگلیس برای مواد غذایی و ذرت‌های وارداتی وضع شد. کلمه ذرت یا همان کورن در زبان کشور انگلیس به تمام انواع غلات از جمله گندم، جو و جو اشاره دارد. این قوانین برای بالا نگه داشتن قیمت ذرت وضع شد تا منفعت بیشتری به دست تولیدکنندگان داخلی برسد و یکی از امارات مرکانتیلیسم در انگلیس بود. این قوانین ابتدا مانع واردات ذرت با قیمتی پایین‌تر از نصاب معینی می‌شد و بعد از مدتی عوارض و گمرکات بالایی بر آن وضع کرد تا هزینه نهایی محصول وارداتی حتی در شرایطی که مردم در انگلیس مواد غذایی دسترسی نداشتند بسیار بالا برود.